# Nieskończona historia
Nieskończona historia è il secondo singolo lanciato dalla cantante pop-rock polacca Ewelina Flinta, vincitrice della prima stagione del talent show Pop Idol. Il singolo, tratto dall'album Nie znasz mnie, ha raggiunto la posizione numero 2 nella classifica dei singoli in Polonia.

## Classifiche
| Classifica (2005) | Posizione massima |
| ----------------- | ----------------- |
| Europa            | 83                |
| Polonia           | 2                 |